# Melidoni
Melidoni (grego: Μελιδονίου) é uma vila cretense localizada a 4 km a leste da vila de Perama e 27 km da cidade de Retimno, no município de Milopótamos na unidade regional de Retimno. Cerca de 2 km da vila localiza-se a caverna de Melidoni.
Atualmente a cidade desenvolveu-se consideravelmente, no entanto, ainda preserva alguns edifícios venezianos característicos. A vila também foi palco de uma das maiores tragédias da história de Creta. Em 1824 todos os 370 habitantes de Melidoni esconderam-se na caverna de Melidoni tentando fugir da ira do exército turco, no entanto, eles foram descobertos e todos morreram de asfixia após os turcos fazerem uma grande fogueira na entrada da caverna. Hoje os ossos das vítimas em um ossário erigido em sua memória.